# Henrik Cornell
Johan Henrik Cornell, född 5 maj 1890 i Njurunda församling, Västernorrlands län, död 16 januari 1981 i Oscars församling i Stockholm, var en svensk konsthistoriker, tillhörig den svenska släkten Cornell.

## Biografi
Cornell växte upp i Blombergska huset i Sundsvalls stenstad och sommartid i Villa Kaptensudden i Petersvik, strax öster om Sundsvall. Barndomen och ungdomsåren i Sundsvall har han skildrat i sina memoarböcker År och människor samt Konsten, vännerna, verkligheten.
Cornell blev filosofie doktor vid Uppsala universitet 1918, docent i konsthistoria samma år och förordnad att förestå Zornska professuren vid Stockholms högskola. Som forskare ägnade sig Cornell främst åt medeltida konst och medverkade vid ett flertal kyrkliga konstutställningar.
Bland hans skrifter märks Norrlands kyrkliga konst under medeltiden (1918), Sigtuna och Gamla Upsala (1920), det för medeltidsforskningen viktiga Biblia pauperum (1925), Italiensk senrenässans (1927) samt Karakteriseringsproblemet i konstvetenskapen (1928).

### Familj
Henrik Cornell var son till ingenjören och politikern Johan Fredrik Cornell och hans andra hustru Anna, ogift Engström.
Han var 1913–1921 gift med konsthistorikern Ingegerd Henschen (1890–1986) och från 1922 med Anna-Stina Julin (1891–1978), dotter till bankiren Svante Julin och Laura Larsson. Han var far till förlagsdirektören Jan Cornell (1914–1979), arkitekturprofessorn Elias Cornell (1916–2008), civilingenjören Guj Cornell (1924–2011) och ambassadören Erik Cornell (född 1930). Henrik Cornell är begravd på Sundsvalls Gustav Adolfs kyrkogård.